# トランポリンズ
トランポリンズ（The Trampolines）は、1993年に結成されたスウェーデン・マルメ出身のポップ・ロック・バンド。

## メンバー
- パール・デヴィッドソン (Par Davidsson) - ボーカル、ベース
- ヨハン・ステントープ (Johan Stentorp) - ボーカル、キーボード
- アント・レヴェン (Ante Levén) - ドラム
- ペール・ジェルナード (Pelle Jernryd) - ギター

## ディスコグラフィ

### スタジオ・アルバム
- 『スプラッシュ!』 - Splash! (1995年、Carlton)
- 『トランポリンズ』 - The Trampolines (1997年、Pool Sounds)
- 『ハウ・ドゥ・ウィ・ドゥ?』 - How Do We Do? (1999年、Pool Sounds)

### シングル
- "Good Morning To The World" (1995年)
- "All This Time" (1995年)
- "Taking The Easy Way Out" (1995年)
- 「イージー・ウェイ・アウト」 - "Easy Way Out" (1996年)
- 「ハンギン・イン・ジ・エア」 - "Hanging In The Air" (1996年)
- "Parachute Opens" (1996年)
- "One By One" (1997年)
- "Like A Fish Out Of Sea" (1997年)
- "I'll Be Waiting There For You" (1997年)
- 「ウェイティング・フォー・ユー」 - "Waiting For You" (1997年)
- "If You Stay Down" (1999年)
- "Somedays" (2000年)
- "Say If You Will. Say If You Won't" (2000年)